# Apitoxina

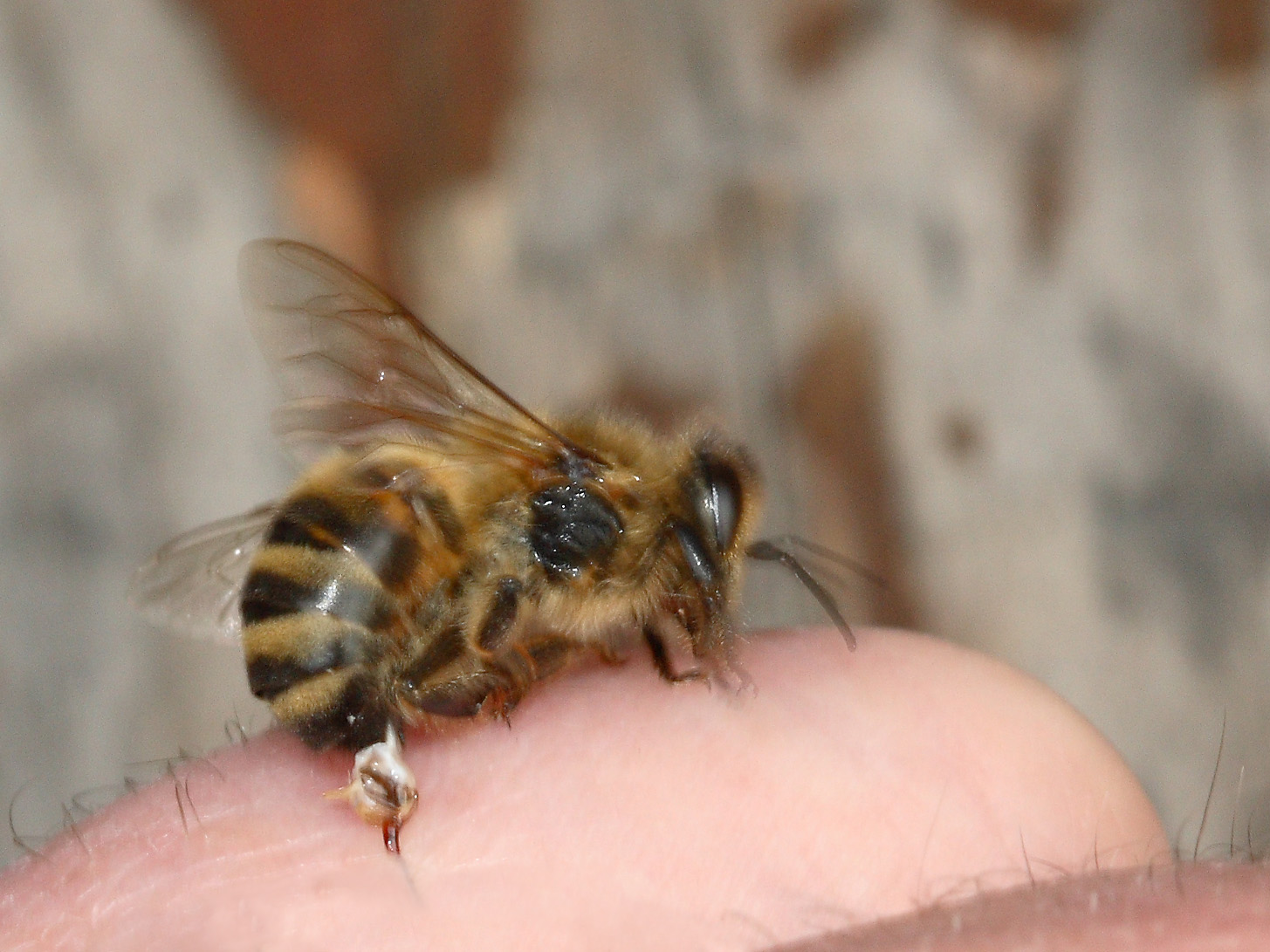
Picadura de abeja

La apitoxina es el veneno secretado por las obreras de varias especies de abejas, que lo emplean como medio de defensa contra predadores y para el combate entre abejas. En las especies venenosas, el ovipositor de las obreras se ha modificado para transformarse en un aguijón barbado.
La apitoxina no es una sustancia simple, sino una mezcla relativamente compleja. Aunque los efectos suelen atribuirse a la acidez del compuesto, en realidad el ácido fórmico apenas está presente, y solo procede de una de las dos glándulas implicadas en la secreción del veneno. Una de estas secreciones es ácida. No obstante, la más activa de ellas aparece como un líquido fuertemente alcalino formado por una mezcla de proteínas, principalmente el polipéptido citotóxico melitina (fórmula química: C131H229N39O31).
La apitoxina se emplea a veces medicinalmente —en la llamada apiterapia o apitoxoterapia—, como tratamiento complementario o alternativo, para el alivio sintomático del reumatismo y otras afecciones articulares, por las pretendidas propiedades antiinflamatorias del péptido 401, la apamina, eficaz supresora del dolor, y de la melitina, que actúa sobre el sistema inmunológico corrigiendo ataques de anticuerpos hacia las articulaciones.

## Biosíntesis

### Secreción
La apitoxina es secretada por los ejemplares hembra de varias especies de abeja, que utilizan el aguijón (que en origen era el ovipositor) para inocularla. No solo las obreras disponen de ella, sino también las reinas, aunque es raro que éstas empleen su aguijón. Las abejas siempre que se sienten amenazadas utilizan el aguijón.
La secreción proviene de varias glándulas ubicadas junto a la base del aguijón; éstas están compuestas de células dotadas de canalículos, y morfológicamente recuerdan a dos sacos unidos a tubos cilíndricos, que conducen la secreción hasta el extremo del aguijón. La configuración exacta varía; en las Apinae, Andrenidae y Bombinae los tubos se unen cerca de su origen, mientras que en Vespinae, Polistinae y Eumeninae desembocan por separado. A su vez, en Sphecinae, Phylantinae y Cabroninae presentan ramificaciones. Una delgada cutícula aísla el veneno secretado de los tejidos sensibles.
Además de los tejidos secretores ubicados en la sección tubular, las abejas poseen un segundo grupo secretor, llamado glándulas sinuosas, que en algunas especies aparece morfológicamente integrado.
- Secreción forzada

Dada la importancia que la apitoxina tiene para usos médicos se dispone para el proceso de obtención de la materia prima de equipos electrónicos construidos especialmente para obtenerla, básicamente consisten en una placa de vidrio cubierta por una rejilla por donde pasa una corriente eléctrica intermitente, cuando una abeja pasa por encima recibe una pequeña descarga que le produce el efecto de aguijonear el vidrio y depositar una gota de veneno, esto produce una reacción en cadena que hace que cientos de otras abejas hagan lo mismo y el vidrio se vaya cubriendo de gotas de veneno, después de unos minutos se desconecta el equipo y se recogen los vidrios que más tarde y después de secados son raspados para obtener un polvo blanco que es el veneno que será procesado por la industria.

### Composición
Las glándulas principales secretan un líquido fuertemente alcalino, compuesto en un 52% por melitina; además de ésta, contiene apamina (una neurotoxina), adolapina (un analgésico), fosfolipasa (una enzima que destruye la membrana celular atacando los fosfolípidos que la componen, inactiva la tromboquinasa e inhibe la fosforilación oxidativa), hialuronidasa (un vasodilatador y hemolítico, que ayuda en la dispersión del veneno), histamina, dopamina y noradrenalina. 
El efecto fundamental del veneno es citotóxico, destruyendo las membranas celulares e induciendo a los receptores de dolor a percibir un daño mayor del que realmente se ha infligido. Las glándulas sinuosas, a su vez, producen una toxina ácida.

## Toxicología
En estado puro, la apitoxina es un líquido incoloro, amargo y ácido (pH 4,5 a 5,5), con un peso específico de 1,1313. Es hidro- y ácidosoluble, pero insoluble en alcohol.
Las toxinas liberadas por la abeja provocan dolor e irritación, pero no daño sustancial. Sin embargo, las pequeñas concentraciones de histamina pueden verse amplificadas por la secreción de la misma en las células afectadas del individuo atacado. Esto puede desencadenar un shock anafiláctico, sea instantáneamente o hasta 24 horas después de la picadura; los síntomas incluyen el ahogo, asma, taquicardia, cianosis y pérdida de conciencia. En individuos particularmente sensibles o afectados por numerosas picaduras puede provocar la muerte. Alrededor de un 2% de la población es sensible a la apitoxina, pero solo un 0,05% se estima que sufre sensibilidad extrema.

### Tratamiento
En la mayoría de los casos, la dosis inyectada por la picadura no requiere tratamiento específico. Es conveniente retirar el aguijón, sin embargo; su estructura barbada hace que quede clavado a la piel del individuo que recibió la picadura, junto con el sistema glandular que secreta la toxina, y la actividad refleja de su estructura muscular continúa inoculando el veneno. El aguijón debe retirarse sin hacer presión sobre las glándulas adheridas, para evitar vaciar por completo las mismas en la zona afectada. Es conveniente colocar un elemento filoso entre el aguión y la piel y hacer palanca para no tocar las glándulas
El tratamiento en casos agudos requiere la aplicación de un antihistamínico, como la difenhidramina, un antiinflamatorio de acción rápida (corticoesteriode) como la dexametazona y de hasta medio centímetro cúbico de epinefrina 1:1.000. Este tratamiento, sin embargo, solo debe llevarse a cabo por un profesional médico, que puede recetar también un agente simpaticomimético como el metaraminol.
La inmunización es el único remedio de largo plazo; se efectúa mediante la aplicación reiterada de dosis pequeñas de veneno. Aunque no es posible lograr la inmunidad completa, es posible sin embargo reducir de manera muy acentuada la sensibilidad.
El mejor tratamiento rápido y barato para una picadura de abeja, avispa y hasta escolopendras consiste en desnaturalizar el veneno con calor.

## Usos y riesgos
La apitoxina ejerce acción analgésica y antiinflamatoria. Esto impulsó el uso de este veneno como terapia alternativa en casos de reumatismo. Además, ha mostrado algunas propiedades inmunoactivantes, lo que favoreció su experimentación como coadyuvante en la esclerosis múltiple. Sus efectos sobre la salud aún no han sido objeto de estudio sistemático, por lo que no está autorizada como medicamento.
La apiterapia - alopática - usa dosis de apitoxina de 0,5 ml que contiene unos 500 gamma o microgramos que corresponden al veneno de 5 abejas obreras adultas.
En México, la Comisión Federal para la Protección contra Riesgos Sanitarios (Cofepris) recomendó en el 2023 no adquirir ni sugerir el uso ni el consumo de productos con apitoxina, y denunciar su venta.